# Chiggiogna

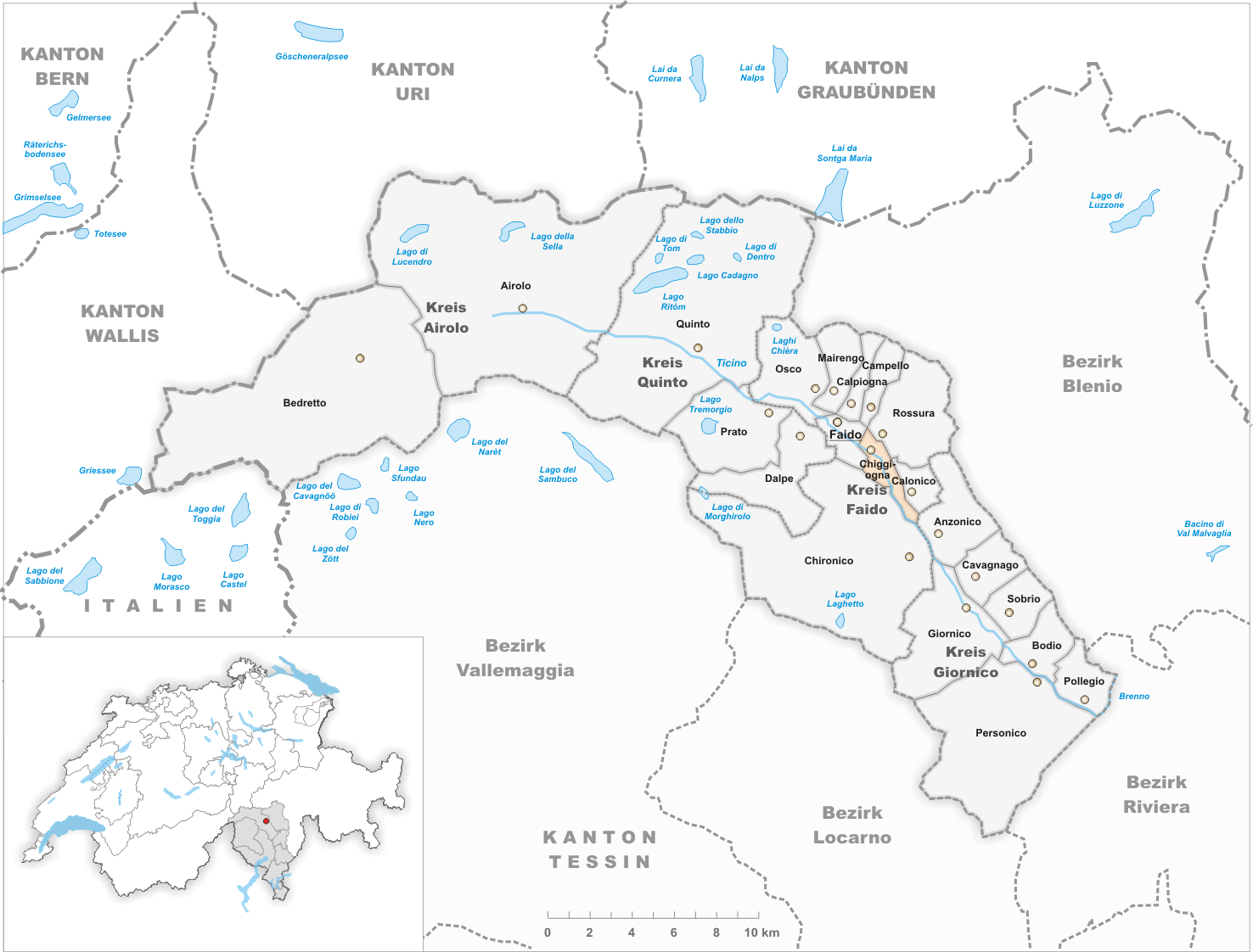
Gemeindestand vor der Fusion am 28. Januar 2006

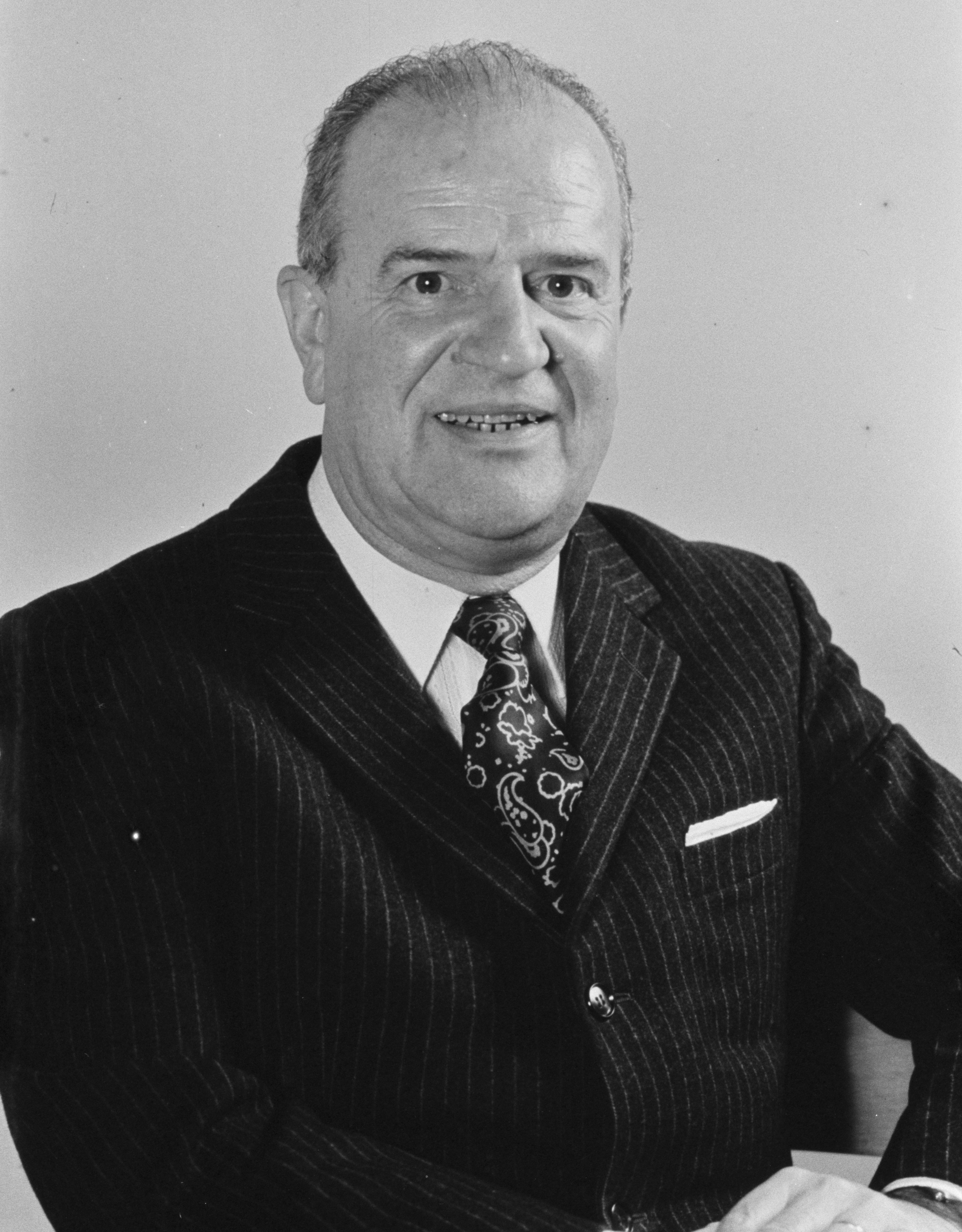
Nello Celio Porträt als Bundespräsident (1972)

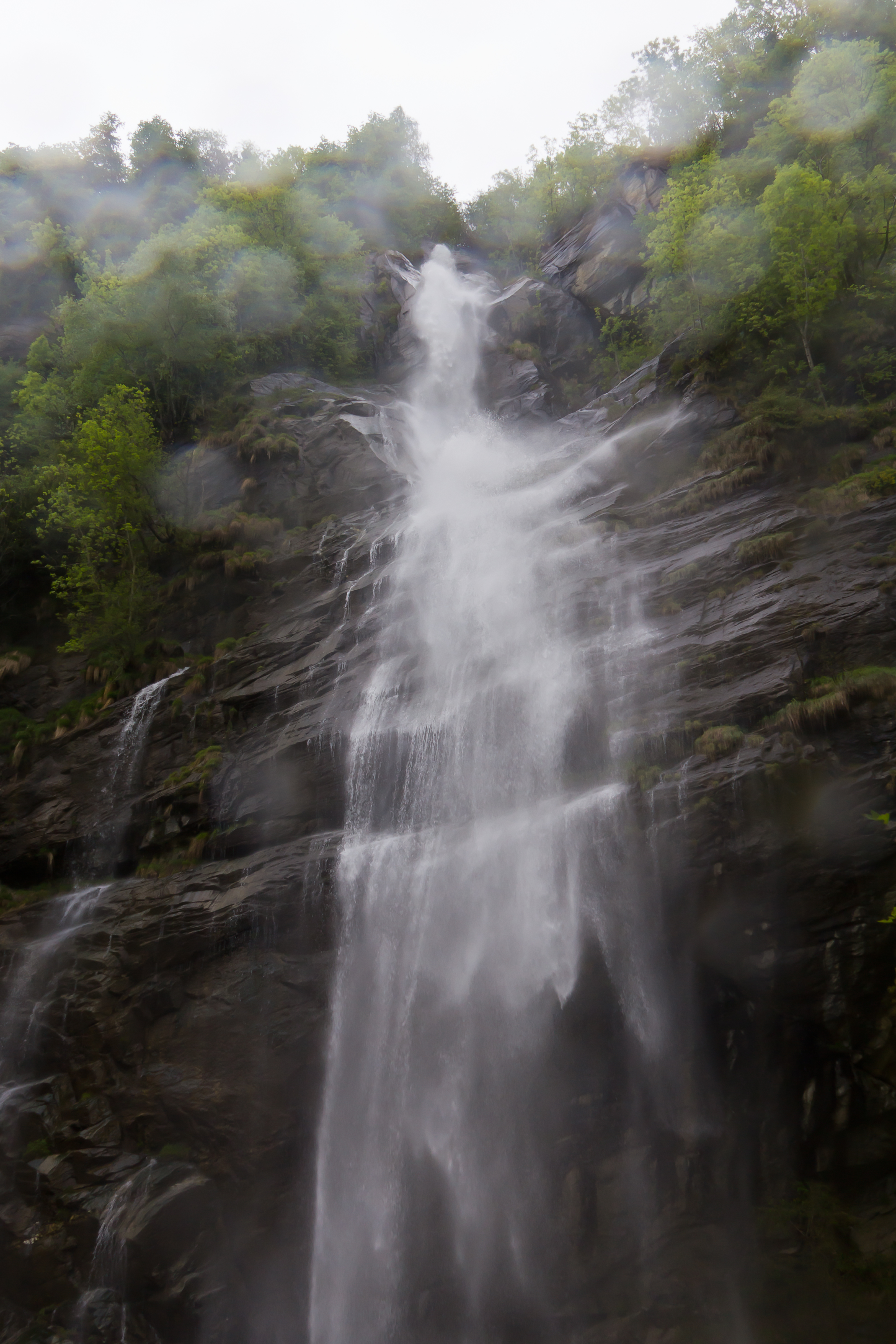
Wasserfall bei Chiggiogna

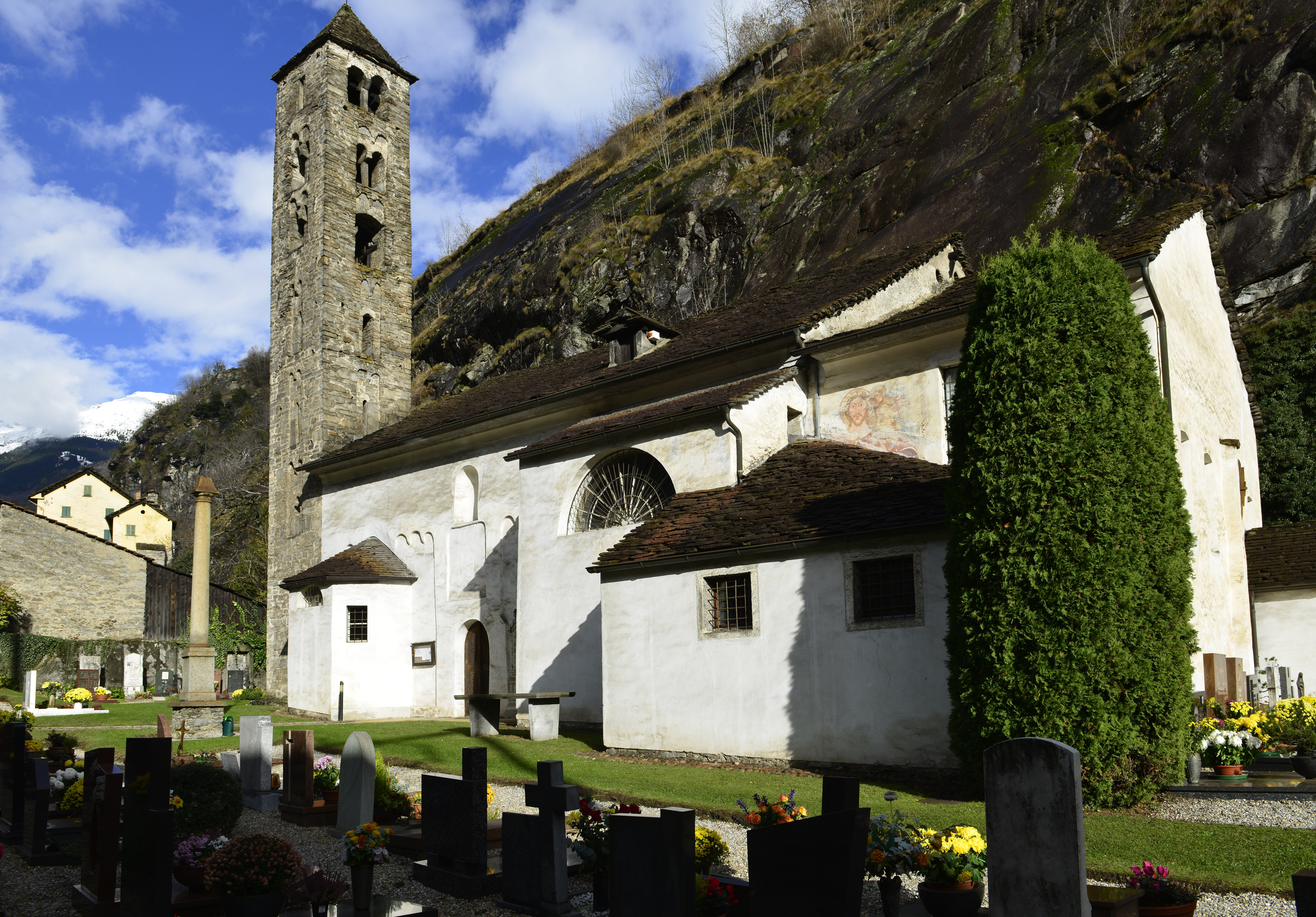
Pfarrkirche Santa Maria Assunta

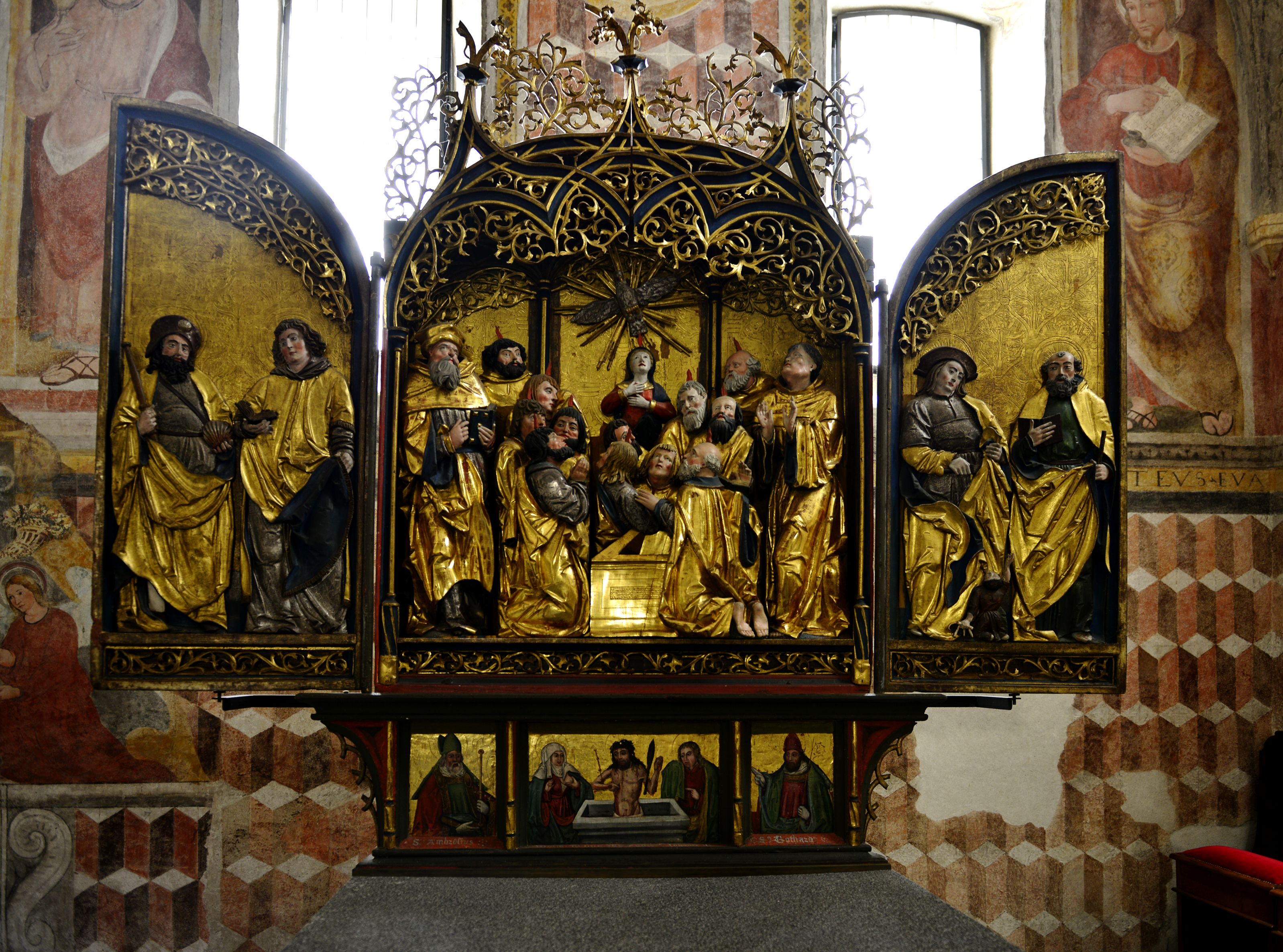
Pfarrkirche Santa Maria Assunta, Hauptaltar

Chiggiogna war eine politische Gemeinde im Kreis Faido im Bezirk Leventina des Kantons Tessin in der Schweiz. Seit dem 29. Januar 2006 gehört sie zur politischen Gemeinde Faido.

## Geographie
Das Dorf liegt am linken Rand der Talsohle der Leventina auf 675 m ü. M. und umfasst die Ortsteile Lavorgo und Fusnengo.

## Geschichte
Die Vicinìa Chiggiogna war in fünf Degagne unterteilt, darunter jene von Prugiasco, einem Dorf im benachbarten Bleniotal, das bis 1803 zur Leventina gehörte, z. B. die Degagna delle Quattro Terre.
In einer Volksabstimmung im März 2004 nahmen die Bürger von Chiggiogna die Fusion ihrer Gemeinde mit Faido, Osco, Mairengo, Calpiogna, Campello, Rossura, Anzonico, Cavagnago, Calonico und Sobrio an.
Zur Gemeinde Chiggiogna gehörten die Dörfer Lavorgo und Fusnengo. Chiggiogna bildet aber nach wie vor eine eigenständige Bürgergemeinde.

## Bevölkerung
Einwohnerzahlen: Volkszählungsdaten

## Sehenswürdigkeiten
- Pfarrkirche Santa Maria Assunta[6][7]
- Oratorium San Giuseppe im Ortsteil Fusnengo mit Fresken des Malers Carlo Martino Biucchi aus Castro TI[6][8]
- Oratorium Santa Petronilla e Nicola[9]
- Casa dei Pagani (Trümmer des Heidenhaus)[6]
- Brücke über Croarescio[6]

## Persönlichkeiten
- Bartolomeo Bedra (* 1536 in Faido; † nach 1602 ?), Jesuit, wahrscheinlich aus der Leventina stammend, half Karl Borromäus in der Reform der drei ambrosianischen Täler. Pfarrer von Chiggiogna 1567, Vikar, dann Visitator der Leventina 1568; 1569 verliess er Chiggiogna und weilte 1576 in Biasca als Visitator, das heisst als Generalvikar der drei ambrosianischen Täler. Am 2. Juli 1578 trat er in die Dienste des Grafen Jakob Hannibal I. von Hohenems.[10]
- Nello Celio (1914–1995), Politiker, Staatsrat (FDP) und Bundesrat